# Ruth Walczak
Ruth Walczak (15 de septiembre de 1988) es una deportista británica que compitió en remo.
Ganó dos medallas en el Campeonato Mundial de Remo, en los años 2013 y 2015, y una medalla de bronce en el Campeonato Europeo de Remo de 2012.

## Palmarés internacional
| Campeonato Mundial | Campeonato Mundial      | Campeonato Mundial | Campeonato Mundial      |
| Año                | Lugar                   | Medalla            | Prueba                  |
| ------------------ | ----------------------- | ------------------ | ----------------------- |
| 2013               | Chungju (Corea del Sur) | Medalla de bronce  | Scull individual ligero |
| 2015               | Aiguebelette (Francia)  | Medalla de plata   | Cuatro scull ligero     |
| Campeonato Europeo |                         |                    |                         |
| Año                | Lugar                   | Medalla            | Prueba                  |
| 2012               | Varese (Italia)         | Medalla de bronce  | Doble scull ligero      |